# Mys hrůzy (film, 1991)
Mys hrůzy (v anglickém originále Cape Fear) je americký kriminální film z roku 1991. Režisérem filmu je Martin Scorsese. Hlavní role ve filmu ztvárnili Robert De Niro, Nick Nolte, Jessica Lange, Juliette Lewis a Joe Don Baker.

Jedná se o remake stejnojmenného filmu z roku 1962, který vznikl na motivy románu Johna D. MacDonalda The Executioners.

## Ocenění
Robert De Niro a Juliette Lewis byli za své role ve filmu nominováni na Oscara a Zlatý glóbus. Freddie Francis za kameru a Thelma Schoonmaker za střih byli nominováni na cenu BAFTA.

## Obsazení
| Robert De Niro       | Max Cady        |
| Nick Nolte           | Sam Bowden      |
| Jessica Lange        | Leigh Bowden    |
| Juliette Lewis       | Danielle Bowden |
| Joe Don Baker        | Claude Kersek   |
| Robert Mitchum       | Elgart          |
| Gregory Peck         | Lee Heller      |
| Illeana Douglas      | Lori Davis      |
| Fred Dalton Thompson | Tom Broadbent   |
| Zully Montero        | Graciella       |
| Charles Scorsese     | zákazník        |
| Martin Balsam        | soudce          |